# Repubblica partigiana della Carnia
La Repubblica libera della Carnia fu un'entità politicamente autonoma costituita dai partigiani nel corso della seconda guerra mondiale nel 1944.

## Storia
La Repubblica prese vita il 1º agosto 1944 e fu preceduta dalle convocazioni dei rappresentanti di ogni comune della Carnia i quali, al ritorno nei propri comuni, procedettero alla costituzione dei Comitati di Liberazione Nazionale comunali. L'11 agosto i tre comitati di vallata (Alto Tagliamento, Degano e But), che avevano partecipato alla costituzione della Zona Libera, diedero vita al CLN carnico. La Repubblica cessò di esistere l'8 ottobre dello stesso anno a causa della controffensiva messa in atto dai tedeschi con l'ausilio di truppe fasciste della Milizia di Difesa Territoriale e cosacche con l'operazione Ataman.
Precedette di poche settimane la nascita della Repubblica partigiana dell'Ossola e, nonostante abbia avuto vita assai breve, fu la più ampia zona libera in tutto il Nord Italia. Si estendeva infatti per 2.580 km², comprendeva ben 40 comuni e contava oltre 80.000 abitanti; come capitale venne scelto il paese di Ampezzo, nella Val Tagliamento.
Tra gli esponenti di spicco di quella esperienza si ritrovano Mario Lizzero “Andrea”, commissario delle Brigate Garibaldi, don Aldo Moretti “Lino”, esponente della Osoppo e della Democrazia Cristiana, Gino Beltrame “Emilio”, del PCI, Nino Del Bianco “Celestino”, del Partito d'Azione, Manlio Gardi, del PLI ed esponenti locali, come i socialisti Giovanni Cleva e Dino Candotti, Luigi Nigris della DC, Umberto Passudetti del PLI, Romano Marchetti “Da Monte” dell'Osoppo.

### I comuni
| Comune              | Attuale provincia | Abitanti (al 31.12.1943) |
| ------------------- | ----------------- | ------------------------ |
| Ampezzo             | UD                | 2.494                    |
| Andreis             | PN                | 1.090                    |
| Arta Terme          | UD                | 4.455                    |
| Barcis              | PN                | 1.092                    |
| Bordano             | UD                | 1.467                    |
| Cavazzo Carnico     | UD                | 1.658                    |
| Cercivento          | UD                | 1.227                    |
| Cimolais            | PN                | 1.078                    |
| Claut               | PN                | 2.222                    |
| Clauzetto           | PN                | 1.775                    |
| Comeglians          | UD                | 1.814                    |
| Enemonzo            | UD                | 2.456                    |
| Erto e Casso        | PN                | 2.048                    |
| Forgaria nel Friuli | UD                | 3.107                    |
| Forni Avoltri       | UD                | 1.664                    |
| Forni di Sopra      | UD                | 2.027                    |
| Forni di Sotto      | UD                | 1.533                    |
| Frisanco            | PN                | 1.704                    |
| Lauco               | UD                | 2.651                    |
| Ligosullo           | UD                | 447                      |
| Lorenzago di Cadore | BL                | 854                      |
| Meduno              | PN                | 2.698                    |
| Ovaro               | UD                | 3.969                    |
| Paluzza             | UD                | 4.067                    |
| Paularo             | UD                | 4.140                    |
| Prato Carnico       | UD                | 2.519                    |
| Ravascletto         | UD                | 1.582                    |
| Raveo               | UD                | 774                      |
| Rigolato            | UD                | 2.161                    |
| Sauris              | UD                | 896                      |
| Sappada             | UD                | 1.325                    |
| Socchieve           | UD                | 2.392                    |
| Sutrio              | UD                | 1.716                    |
| Tramonti di Sopra   | PN                | 1.838                    |
| Tramonti di Sotto   | PN                | 2.223                    |
| Trasaghis           | UD                | 3.909                    |
| Treppo Carnico      | UD                | 1.456                    |
| Verzegnis           | UD                | 1.825                    |
| Villa Santina       | UD                | 1.889                    |
| Vito d'Asio         | PN                | 3.047                    |

Altre località furono coinvolte solo parzialmente, essendo sottoposte ad un forte controllo da parte delle forze di occupazione: Amaro, Castelnovo del Friuli, Cavasso Nuovo, Moggio Udinese, Pinzano al Tagliamento, Tolmezzo, Travesio, Montereale Valcellina.
Con l'organizzazione di libere elezioni in tutti i comuni, che furono organizzate tra agosto e settembre e a cui parteciparono tutti i partiti antifascisti dell'epoca, il diritto di voto alle donne trovò il suo primo riconoscimento in Italia proprio all'interno della Repubblica partigiana della Carnia. Potevano votare solo le donne che vennero considerate capofamiglia, circostanza per nulla rara vista la partecipazione degli uomini in azioni di armi sia con l'esercito che con truppe partigiane.